# 城市滑頭
《城市滑頭》（英語：City Slickers）是一部1991年的美國喜劇西部片，由朗·晏打活執導，比利·基斯度、布魯諾·科比及丹尼爾·斯特恩等主演。
電影描述三名紐約人到美國西部度假時遇到的趣事；故事與尊·榮電影The Cowboys的情節有不少相同之處。
此片被美國電影學會評選為AFI百年百大喜劇電影中的第86名。

## 參註
1. ↑  DVD & film details （页面存档备份，存于） giving "an estimated budget of $26 million". Tower.com. Retrieved 10 July 2008.
2. ↑  . Box Office Mojo.   [May 2, 2010]. （原始内容存档于2016-06-07）.

## 外部連結
- 互联网电影数据库（IMDb）上《城市滑頭》的资料（英文）
- 爛番茄上《城市滑頭》的資料（英文）